# Cubo Arkitekter
Cubo Arkitekter er en dansk tegnestue der blev stiftet i 1992 i Aarhus. De udmærker sig særligt ved planlægnings- og renoveringsarbejder. Bl.a. stod de bag renoveringen af Rytmisk Musikkonservatorium, Statens Teaterskole, Den Danske Filmskole og Quintus batteriet alle sammen i midten af 1990erne.
Cubo’s ejerkreds blev i 2014 udvidet fra de oprindelige 4 ejere til de nuværende 8 idet Peter Dalsgaard, Bo Lautrup, Lars Juel Thiis og Ib Valdemar er suppleret med: 
- Peter Dalsgaard
- Bo Lautrup
- Ib Valdemar Nielsen
- Lars Juel Thiis

- Søren Marxen
- Sune Nielsen
- Per Ravn
- Rune Riis

## Byggerier
- 1996 Transportcenter, Hørning
- 1998 Sundhedsvidenskabeligt Fakultet ved Syddansk Universitet i Odense
- 2000 JYSK hovedsæde, Brabrand ved Aarhus
- 2002 Museumscenter Hanstholm
- 2003 Egå Gymnasium, Aarhus
- 2018 Campus Bornholm, Rønne[1]

## Projekter
- Høgskolen i Bergen, Norge [2]
- Aarhus Handelshøjskole
- Danmarks Tekniske Universitet
- Syddansk Universitet, Odense
- Det Nye Universitetshospital i Aarhus, i samarbejde med C.F. Møllers Tegnestue